# الدهنية
الدهنية هي قرية فلسطينية تقع بالقرب من جنوب قطاع غزة، تحديداً بين مستوطنة كرم أبو سالم ومدينة رفح، جنوب مطار ياسرعرفات الدولي والذي يطلق عليه أيضاً مطار الدهنية والذي يقع بالقرب من الحدود المصرية. وتم إخلاؤها خلال خطة فك الإرتباط الإسرائيلية عام 2005.

## تأسيسها
تأسست القرية عام 1977 بهدف اختباء البدو المتعاونين مع إسرائيل من شبه جزيرة سيناء فيها. وفي عام 1976 توصل شيوخ القبيلة المصرية البدوية إلى اتفاق مع الحكومة الإسرائيلية بشأن تبادل الأراضي. فقد قاموا بمنح إسرائيل حقوق ملكية الأراضي في سيناء لإقامة القرى عليها، وفي المقابل حصلوا على حقوق ملكية القرية. وقد وجدت مئات العائلات البدوية من صحراء سيناء ملجأ لهم هناك. وبعد عدة سنوات، تعاون سكان القرية مع قوات الإحتلال الإسرائيلية في العثور على من اعتبرتهم متسللين، وانضمت إلى القرية عائلات من الضفة الغربية وقطاع غزة ممن كانوا ملاحقين من الفصائل الفلسطينية بتهمة العمالة لليهود. وفي عام 1994 غادر العديد من سكان القرية إلى تل أبيب وبئر السبع. واعتبر الفلسطينيون سكان قرية الدهنية خونة ويستحقون الإعدام، وأطلق عليها لقب «قرية العملاء».
ومع بداية الإنتفاضة الثانية، كان سكان الدهنية يخافون على حياتهم. ومُنع سكانها من الدخول إلى قطاع غزة، وتم إحاطة القرية بسياج أمني، وكانت إسرائيل تدير الدخول والخروج إلى القرية. وكان المسموح لهم دخولها من الفلسطينيين بانتظام هم المعلمون والأطباء، وعمال المياه والكهرباء، والتجار. وكان سكانها يحملون وثائق إسرائيلية أو وثائق فلسطينية (صادرة عن الإدارة المدنية الإسرائيلية). أما معبر كرم أبو سالم الحدودي فكان يستخدمه السكان العاملون في إسرائيل ومستوطنات غوش قطيف.

## تدمير القرية
عام 2005 وأثناء الإنسحاب الإسرائيلي من غزة، تم إجلاء سكان القرية الذين يحملون الهوية الإسرائيلية الزرقاء إلى إسرائيل، أما من كان يحمل البطاقة البرتقالية فتم نقله إلى منزل من الصفيح في قرية داخل النقب تعرف باسم تل عراد وهم حوالي 40 عائلة. وقامت الجرافات الإسرائيلية بتدمير جميع المباني في القرية.